# Reina Dokter
Reina Dokter (11 mei 1953 - 15 januari 2021) was vertaalster uit het Servo-Kroatisch. Ze ontving in 2013 de Martinus Nijhoffprijs voor haar vertalingen.
In 1993 kreeg ze al de Aleida Schotprijs voor haar vertalingen van romans van Danilo Kiš en Aleksandar Tišma.